# Vincotto salentino
Il Vincotto Salentino è un prodotto tipico della Puglia che deriva dalla lenta cottura del mosto d'uva cotto (Cuettu) e del vino che, ridotti insieme, raggiungono la consistenza di uno sciroppo completamente analcolico.
Il vincotto è un prodotto versatile, e di ottima qualità; completamente naturale e ricco di proprietà salutistiche e nutritive in quanto è un prodotto derivato dalle uve rosse ricche in polifenoli, flavonoidi ed antiossidanti. Oggi è prodotto con vini autoctoni rossi I.G.P. invecchiati come Negramaro, Primitivo e Malvasia Nera.

## Storia
Nella penisola Salentina in Puglia la vigna ha larga diffusione solo nel XIX secolo (17 gennaio 1863) , era esclusivamente adibita a consumo personale e i vitigni autoctoni d'origine greco-bizantina e mediorientale sui terreni rossi ricchi di ferro e caldi producevano e producono uva di grande tenore zuccherino più che nel resto della Puglia.
In quel tempo la tecnica per la conservazione del vino non era perfetta. Il grande caldo favoriva anche la fermentazione acetica, quindi si preparava il mosto cotto per conservare, condire, guarnire, curare e quando il vino andava a spunto, si miscelava lo spunto con il mosto cotto e si ribolliva per recuperare il prezioso liquido per consumarlo quando possibile. Questa ribollitura è il vincotto, ovvero una parte di mosto cotto che fornisce la base dolce e una parte di vino che comincia a spuntare che assegna una certa acidità, il cui tenore varia a seconda se il vino è più o meno spuntato.

## Procedimento
Nessun eccipiente naturale era utilizzato nella preparazione del vincotto Salentino, né zucchero, né miele né alcun aroma di sorta. In un'antica ricetta tramandata a Soleto (Comune della Grecìa salentina) era prevista un'aromatizzazione: la bollitura di vino e mosto insieme a una mela cotogna finché quest'ultima non si disfaceva completamente. Questa variante rivela la sua esplicita origine Pliniana ed era adottata per far sì che la pectina della mela cotogna fungesse da addensante per il prodotto finale.
La procedura con cui ancora oggi si prepara il Vincotto rimane quella riferita proprio da un autore bizantino, Cassiano Basso, nel libro VIII dei suoi Geoponica (VI sec. d.C.): "Prendi cinquanta sestari di mosto di ottima qualità e cento sestari di vino pregiato facendolo cuocere per un terzo; …..". Una ricetta analoga è riportata da Columella nel De re rustica (I sec. d.C.), ma sotto il nome di "embamma" e cioè "intingolo". Plinio il Vecchio nella Naturalis historia (I sec. d.C.) enumera diverse modalità d'impiego dello stesso.
È un prodotto questo che in ragione della sua derivazione dal vino mantiene inalterate e anzi concentra tutte le proprietà salutistiche e organolettiche tipiche dei vini rossi.
La parola "Vincotto" deriva dal dialetto Salentino "mieru cuettu" espressione questa che deriva a sua volta dal latino "merum" (vino) "coctum" che traducendo letteralmente significa "vino cotto" e che nel parlato Salentino si riferisce come "vincotto" espressione che sta ad indicare l'operazione di cuocere insieme il vino e il mosto d'uva cotto.